# Fly by Night (album)
Fly by Night je druhé studiové album kanadské rockové skupiny Rush, vydané v březnu 1975.

## Hudba a texty
Na tomto albu se poprvé představil bubeník Neil Peart. Vedle povinností bubeníka se ujal úlohy hlavního textaře, čímž přispěl k výrazně lyričtějším textům než byly texty na debutovém albu. Písně "By-Tor & the Snow Dog" a "Rivendell" jsou příkladem zapojení témat fantazie do hudby skupiny Rush.
Text písně "Anthem" (hymna) představuje texty inspirované filozofií Ayn Rand, jejíž vliv dosáhl vrcholu na Peartovo psaní na albu skupiny 2112 z roku 1976. Autobiografický text písně "Fly by Night" je založen na zkušenostech Peart z rychlých přesunů z Kanady do Londýna, které absolvoval často jako mladý hudebník před nástupem do skupiny Rush. Původní rukopis textů "Anthem" a "Fly by Night" obsahuje texty, které se v konečné podobě písní neobjevily.
Na původním LP je na konci písně "By-Tor & the Snow Dog" záznam zvuku rolniček, který na konci strany „1“ pokračuje do uzavírací smyčky a na starých gramofonech tak mohl hrát do nekonečna.

## Seznam stop
1. "Anthem" (Lee, Lifeson, Peart) – 4:36
2. "Best I Can" (Lee) - 3:24
3. "Beneath, Between & Behind" (Lifeson, Peart) - 2:59
4. "By-Tor & the Snow Dog" (Lee, Lifeson, Peart) - 8:36

### Strana 2
1. "Fly by Night" (Lee, Peart) - 3:21
2. "Making Memories" (Lee, Lifeson, Peart) - 2:58
3. "Rivendell" (Lee, Peart) - 4:57
4. "In the End" (Lee, Lifeson) - 6:48

## Obsazení
- Geddy Lee – basová kytara, klávesy, zpěv
- Alex Lifeson – akustické a elektrické kytary
- Neil Peart – bicí a perkusy